# Rassemblement des jeunes du Mali
Le Rassemblement des jeunes du Mali (RJM) est un mouvement de la jeunesse Malienne.
RJM a pour but de rassembler les jeunes du Mali dans un mouvement fort et de faire « entendre leurs voix auprès des autorités », son Secrétaire
Le Rassemblement des jeunes du Mali  a pour projet de rassemblement les jeunes maliens dans un État républicain et démocrate, fondé sur l’économie de marché, respectueux des droits et libertés tels que définis dans la Déclaration universelle des droits de l'homme, la Charte africaine des droits de l'homme et des peuples, la constitution de la République du Mali et des valeurs fondamentales de la social-démocratie

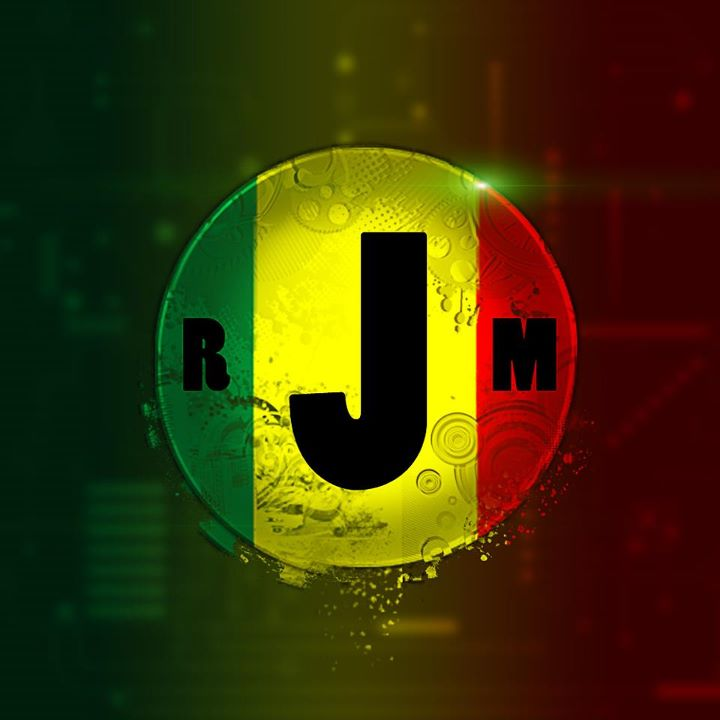
Rjm

## Historique
L’idée de créer le RJM est née en 2008, au cours d’une discussion très animée sur le Mali et sa jeunesse entre  plusieurs amis, dont Ousmane Moussa Sow, qui est devenu le Secrétaire Général, et Abdoulaye Jourdan, Secrétaire Général Adjoint du RJM.
Le Rassemblement des jeunes du Mali a été créé en décembre 2011 à la suite d’un congrès extraordinaire réunissant des centaines de jeunes maliens à Bamako. Ousmane Moussa Sow et Abdoulaye Jourdan sont élus respectivement dans les fonctions de Secrétaire Général et de Secrétaire Général Adjoint.
Pour les élections présidentielles qui devaient avoir lieu en 2012, RJM  a décidé de ne soutenir aucun candidat, mais de publier une charte de la jeunesse qu'elle montrera à tous les prétendants au fauteuil présidentiel en leur demandant de s'engager à la respecter.
À la suite du coup d’État du capitaine Sanogo, RJM a « exigé un retour à l’ordre constitutionnel, la libération immédiate de toutes les personnalités arrêtées sans motif précis, la formation d’un Gouvernement d’union, gouvernement qui aura la tâche organiser les élections générales dans les plus brefs délais et fournir les moyens aux forces de Défense et de Sécurité afin qu’ils puissent assurer l’intégrité territoire du Mali. »

Le Secrétaire Général Ousmane Moussa Sow a décidé de dépêcher durant les élections 300 Observateurs issus du Mouvement afin de surveiller la transparence de ce scrutin.

### Le mouvement
En quelques mois, RJM deviendra le premier mouvement de la jeunesse malienne, implanté dans 15 pays. À l'automne 2012, le mouvement sera reçu au Quai d'Orsay par la conseillère Afrique du Ministre, au Palais de l'Élysée par le conseiller Afrique du Président Hollande ainsi que par la Conseillère diplomatique du président de l'assemblée nationale Claude Bartolone
Dans une lettre  ouverte adressé au Premier ministre malien, le bureau de RJM demandera une libération rapide des territoires occupés ainsi l'intégration de jeunes dans la haute administration.